# Tagamanent (kommunhuvudort)
Tagamanent är en kommunhuvudort i Spanien.   Den ligger i provinsen Província de Barcelona och regionen Katalonien, i den östra delen av landet, 500 km öster om huvudstaden Madrid. Tagamanent ligger 608 meter över havet och antalet invånare är 265.
Terrängen runt Tagamanent är kuperad.Runt Tagamanent är det tätbefolkat, med 735 invånare per kvadratkilometer. Närmaste större samhälle är Granollers, 14,5 km söder om Tagamanent. 